# Jesse Lauriston Livermore
Jesse Lauriston Livermore (* 26. Juli 1877 in South Acton, Massachusetts; † 28. November 1940), auch bekannt als „Boy Plunger“ war ein US-amerikanischer Trader des frühen 20. Jahrhunderts. Er wurde berühmt, als er während der Zusammenbrüche des Börsenmarktes 1907 und 1929 Multi-Millionen-Dollar-Vermögen aufbaute und verlor. Ebenso bekannt ist seine Strategie des Short Selling. Einige halten ihn für den erfolgreichsten Börsenspekulanten aller Zeiten.

## Überblick
Jesse Livermore wurde in South Acton, Massachusetts geboren. Mit dem Traden begann er im Alter von fünfzehn Jahren. Mit dem Segen seiner Mutter riss er von zu Hause aus, um dem Leben als Farmer zu entkommen, das sein Vater für ihn vorgesehen hatte. Er begann seine erste (und einzige) Arbeit bei der örtlichen Paine-Webber-Niederlassung in Boston, wo er Aktienwerte auf die Kreidetafeln schrieb.
Während der Arbeit schrieb er seine eigenen Prognosen zukünftiger Marktpreise auf, um sie später auf Richtigkeit zu überprüfen. Ein Freund überzeugte ihn, Geld in seinen ersten Handel zu stecken. Er riskierte 5 Dollar und machte 3,15 Dollar Profit mit seinem ersten Handel von Burlington-Aktien. Nach diesem Erfolg begann er selbst mit dem Traden.
Im Alter von 15 Jahren hatte er bereits einen Gewinn von über 1000 Dollar erwirtschaftet (ein Wert von über 25.000 Dollar nach Inflation im Jahr 2017). In den nächsten Jahren machte er sein Geld in den Bucket Shops. Dort gaben die Leute Trades ab, aber es wurden keine wirklichen Trades ausgeführt – sie wetteten gegen das Haus. Die meisten Leute verloren jedoch ihr Geld an die Bucket Shops wegen der Schwankungen in den Aktien, die ihre schmalen Gewinne auslöschten. Livermore schlug die Bucket Shops regelmäßig und wurde letzten Endes von ihnen verbannt. Daher konzentrierte er von da an seine Energie in seriösen Märkten. Diese Veränderung brachte ihn dazu, neue Regeln zu erarbeiten, um den Markt zu schlagen.
Während seines Lebens erwarb und verlor Livermore mehrere Multi-Millionen-Vermögen. Am bemerkenswertesten ist, dass er nach dem Börsencrash 1907 noch 3 Millionen $ besaß und nach dem Crash von 1929 100 Millionen $. Er verlor jedoch beide Vermögen. Von den Verlusten von 1929 erholte er sich nie mehr. Neben seinem Erfolg als Wertpapier-Spekulant hinterließ Livermore Tradern seine Arbeitsphilosophie: Wertpapierpositionen erhöhen, wenn sie in die richtige Richtung gehen, und Verluste schnell begrenzen.
Ironischerweise folgte Livermore seinen eigenen Regeln manchmal nicht vollständig. Dieser Mangel an Konsequenz war der Hauptgrund für seine Verluste, nachdem er 1907 und 1929 große Vermögen aufgebaut hatte.
Das bekannte Buch Reminiscences of a Stock Operator  von Edwin Lefevre erwähnt einige dieser wertvollen Lektionen. Livermore selbst schrieb ein weniger bekanntes Buch: How to trade in stocks; the Livermore formula for combining time element and price (Wie man mit Aktien handelt: die Livermore-Formel um Zeit und Preis zu kombinieren). Es wurde 1940 veröffentlicht, dem Jahr, in dem Livermore Suizid beging.

## Erfolg an der Wall Street
Livermore wurde schon in jungen Jahren ein erfolgreicher Händler. In seinem Buch erzählt er, dass seine Eltern selbst nach seinem anfänglichen Erfolg als 15-Jähriger gegen das Traden waren. Sie konnten nicht verstehen, wie jemand, der nicht arbeitet, eine so große Summe Geld innerhalb kurzer Zeit erwerben konnte.
Livermore machte sein Geld, indem er dem Trend der Marktpreise folgte. Er wählte eine bestimmte Aktie oder einen Artikel, um ihn zu kaufen oder zu „shorten“, abhängig von seinem Preis und Umsatz. Dann setzte er relativ kleine Startpositionen. Wenn sie ihm Gewinn brachten, erhöhte er seinen Anteil – sonst verkaufte er sie. Diese Technik führte zu großen Gewinnen und kleinen Verlusten. Außerdem nutzte er das Verweilen des Marktes an kritischen Positionen. So zum Beispiel im Jahre 1907 und 1929, als die Menschen überschwänglich wegen der Märkte nahe der Spitze waren, begann er mit Short Selling.

## Sein Lieblingsbuch
Eines seiner Lieblingsbücher war „Extraordinary Popular Delusions and the Madness of Crowds“, von Charles Mackay, herausgegeben 1841. Auch sein enger Freund Bernard Baruch, ebenfalls ein erfolgreicher Aktienhändler, war von diesem Buch angetan. Baruch zählte zu den wenigen Leuten, die den Crash von 1929 gut überstanden.

## Suizid
Am Mittwoch, dem 27. November 1940, waren der 63-jährige Livermore und seine Frau Harriet, die er „Nina“ genannt hatte, im Stork Club, Livermores Lieblingsclub. Der Hausfotograf kam und fragte, ob er ein Foto machen könne. „Natürlich können Sie“, sagte Livermore. „Aber es ist das letzte Bild, das Sie machen werden, denn morgen gehe ich für eine lange, lange Zeit weg.“
Am nächsten Tag, dem 28. November, ging er mittags von seinem Büro im Squibb-Gebäude in der 745 Fifth Avenue in das Sherry Netherland Hotel, in dem er jahrelang gelebt hatte, bevor er in die Park Avenue gezogen war. Auf seinem Heimweg von der Arbeit kam er oft auf einen Cocktail vorbei. Um 12:30 Uhr setzte er sich alleine zum Mittagessen, was nicht ungewöhnlich war. Um 14:30 Uhr verließ er das Hotel und kehrte in sein Büro zurück. Kurz nach 17:30 Uhr brachte sich Livermore im Männerwaschraum durch einen Kopfschuss um. Die kurz darauf eintreffende Polizei las der Presse eine Passage aus einem bei Livermore gefundenen Notizbuch vor, in der er sich bei seiner Frau für den Suizid entschuldigte. Livermore hatte eine Bipolare Störung. Sein Vermögen betrug zu diesem Zeitpunkt noch über 5 Millionen Dollar.

## Bücher über Jesse Livermore
- 1923 – Das Spiel der Spiele. Folgen Sie dem König der Spekulation von Edwin Lefèvre, TM Börsenverlag AG, 14. Auflage 2013, ISBN 978-3-930851-04-1
- 1923 – Reminiscences of a Stock Operator von Edwin Lefèvre (meistverkaufte Biografie von Livermore) mehrfach neu aufgelegt, zuletzt 1994, ISBN 0-471-05970-6
- 1985 – Jesse Livermore – Speculator King von Paul Sarnoff., ISBN 0-934380-10-4
- 2000 – Jesse Livermore. Die Geschichte der Börsenlegende. von Richard Smitten, TM Börsenverlag AG, ISBN 978-3-930851-50-8
- 2001 – Jesse Livermore: The World's Greatest Stock Trader von Richard Smitten, ISBN 0-471-02326-4
- 2001 – How To Trade In Stocks von Jesse Livermore, ISBN 0-934380-75-9 (erstmals veröffentlicht 1940)
- 2003 – Speculation as a Fine Art von Dickson G. Watts, ISBN 0-87034-056-5
- 2004 – Trade Like Jesse Livermore von Richard Smitten, ISBN 0-471-65585-6
- 2004 – Lessons from the Greatest Stock Traders of All Time, von John Boik
- 2006 – How Legendary Traders Made Millions, von John Boik